# Microsoft Excel
Microsoft Excel je računalniški program za obdelavo razpredelnic. Trži ga podjetje Microsoft, ki ga je tudi razvilo. Uporablja se na računalnikih z operacijskim sistemom Windows in računalnikih Apple Macintosh. Glavne prednosti so intuitiven uporabniški vmesnik ter zmogljiva orodja za kalkulacije in izdelavo grafov. Z agresivnim marketingom je Microsoft dosegel da je Excel ena izmed najpopularnejših aplikacij za domače računalnike. Je prevladujoč urejevalnik tabel na platformi Windows in sicer prevladuje že od različice 5 iz leta 1993. Excel je del pisarniškega paketa Microsoft Office.